# Raymond Gerold
Raymond Gerold, est un botaniste, spécialiste des plantes succulentes, et commerçant français établi à Madagascar.
L'espèce Euphorbia geroldii a été nommée en son honneur par Rauh.